# 칼과 꽃
《칼과 꽃》은 2013년 7월 3일부터 2013년 9월 5일까지 KBS 2TV에서 방송된 고구려 후기 막리지의 난을 배경으로 한 20부작 특별기획 드라마이다.

## 등장 인물
※ (†) 표시는 드라마 상으로 사망한 인물입니다.

### 주요 인물
- 김옥빈 - 소희공주(무영) 역

영류왕의 딸이자 구김살 없이 밝고 능동적이다. 연충을 만나 사랑하게 되지만 아버지 영류왕과 동생 태자가 연개소문 쿠데타로 인해 사망한 뒤 연충과 장 그리고 연개소문에게 복수하기 위해 칼을 가는 성격으로 변한다. 하지만 연충 때문에 사랑과 복수 사이에서 갈등하게 된다. 8회에서 연개소문의 수하인 호태가 나타나 자신을 밀쳐내고 태자가 칼에 찔려 사망하자 오열한다. 18회에서 부치가 조의부에 생포되어 모진 고문에도 금화단과 무영을 배신하지 않고 끝까지 죄를 뒤집어 쓰고 연남생에게 칼에 찔려 살해 당하는 것을 보고 오열한다. 20회에서 연충의 동생인 연남생이 자신을 칼로 찔러 살해 하려고 하자 연남생이 자신을 살해 하려고 내민 칼을 연충이 막아내려는 도중에 연충이 연남생에게 먼저 칼에 찔려 사망한 후, 뒤를 이어서 자신도 연충의 동생인 연남생에게 칼에 찔려 사망한다. (†)
- 엄태웅 - 연충 역

고구려 연개소문의 서자이며 노비인 어머니와 귀족인 아버지의 사이에서 자랐다. 누구에게도 무시받지 않을 지위를 얻기 위해 왕궁무사시험에 지원하게 되고 무영의 호위무사가 된다. 무영을 만나 사랑을 느끼게 되고 아버지 사이에서 갈등한다. 20회에서 무영이 자신의 동생인 연남생에게 칼에 찔려 살해 당할 위기에 놓이자 연남생이 무영을 칼로 찔러 살해하려고 하자 칼을 막아내려는 도중에 자신의 동생인 연남생에게 칼에 찔려 사망한다. (†)
- 최민수 - 연개소문 역

2대째 막리지를 역임한 연씨가문의 수장으로써 고구려 말기 떠오르는 신 귀족세력의 중추이다. 영류왕의 세력과 날카롭게 대립하게 되고 쿠데타를 일으켜 영류왕과 태자 그리고 영류왕의 세력들을 모두 살해하고 자신은 대막리지로 신분이 상승되며 장(보장왕)을 왕으로 추대한다. 무영의 훗날 복수대상이 된다.
- 김영철 - 영류왕 역

고구려 제27대 왕으로서 무영과 태자의 아버지 수나라의 110만군을 물리친 무훈의 지닌 왕이다. 8회에서 연개소문의 세력과 날카롭게 대립하고 연개소문에게 칼에 찔려 살해 당한다. (†)
- 온주완 - 고장 (훗날 보장왕) 역

고구려 제28대 왕으로서 영류왕의 동생 태양왕의 아들이며 무영의 사촌오빠이다. 훗날 연개소문과 손을잡고 영류왕을 배신하게 되며 훗날 무영의 복수대상이 된다.
- 이정신 - 시우 역

왕실을 지키는 금화단 요원으로 무영을 짝사랑한다.

### 금화단 사람들
- 김상호 - 소사번 역
- 조재윤 - 부치 역 (†) (하차)

18회에서 자신이 조의부에 생포되어 모진 고문에도 금화단과 무영을 배신하지 않고 끝까지 죄를 뒤집어 쓰고 연남생에게 칼에 찔려 살해 당한다.
- 유승목 - 설영 역
- 유재명 - 길부 역 (중반 투입)

초이의 아버지이다.
- 정지소 - 초이 역 (중반 투입)

길부의 딸이다.
- 김효선 - 영해 역 (하차)
- 윤소희 - 낭가 역 (1회~2회 특별출연)
- 신혜정 - 달기 역 (중반 투입)
- 곽정욱 - 치운 역 (중반 투입)

### 영류왕측 사람들
- 이민호 - 태자 고환권 역 (†)

무영의 남동생이자, 영류왕의 장남이다. 8회에서 연개소문의 수하인 호태에게 칼에 찔려 사망한다.
- 이대로 - 선회영 역 (†)
- 전진기 - 선도해 역

선회영의 아들이다.
- 김주영 - 해태수 역 (†)
- 전현 - 태경 역

### 연개소문측 사람들
- 김태형 - 호태 역
- 안대용 - 연정로 역 (†)
- 이대연 - 도수 역
- 박유승 - 온사문 역

### 중립 귀족
- 주진모 - 양문 역 (†)

18회에서는 보장왕과 손을 잡고 군사를 불러 들였던 자신이 연개소문에게 칼에 찔려 사망한다.
- 현철호 - 양진욱 역

### 조의부 사람들
- 박수진 - 모설 역 (†)

20회에서 연남생에게 칼에 찔려 사망한다.
- 이원종 - 장포 역

### 그 외 인물들
- 곽정욱 - 치운 역
- 문혁 - 진구 역
- 방형주 - 춘명 역
- 노민우 - 연남생 역 (†)
- 이이경 - 태평 역
- 김동석 - 지관 역
- 신후 - 영부 역
- 박주형 - 암살자 역
- 노수성 - 닭장수 역
- 태인호 - 문수 역
- 강지운

### 특별출연
- 김주환 - 석구 역

## 시청률
아래의 파란색 숫자는 '최저 시청률'이고, 빨간색 숫자는 '최고 시청률'입니다. 시청률조사회사와 지역별로 시청률에 차이가 있을 수 있습니다.
| 2013년      | 2013년      | 2013년         | 2013년       | 2013년         | 2013년       |
| 회차        | 방송일      | TNmS 시청률    | TNmS 시청률  | AGB 시청률     | AGB 시청률   |
| 회차        | 방송일      | 대한민국(전국) | 서울(수도권) | 대한민국(전국) | 서울(수도권) |
| ----------- | ----------- | -------------- | ------------ | -------------- | ------------ |
| 제1회       | 7월 3일     | 7.0%           | 7.0%         | 6.7%           | 6.9%         |
| 제2회       | 7월 4일     | 5.5%           | 5.8%         | 6.4%           | 6.6%         |
| 제3회       | 7월 10일    | 4.3%           | 5.3%         | 5.4%           | 5.7%         |
| 제4회       | 7월 11일    | 4.3%           | 4.3%         | 5.3%           | 6.3%         |
| 제5회       | 7월 17일    | 5.0%           | 5.2%         | 4.5%           | 4.9%         |
| 제6회       | 7월 18일    | 4.1%           | 5.0%         | 5.8%           | 6.1%         |
| 제7회       | 7월 24일    | 3.8%           | 4.3%         | 5.6%           | 5.8%         |
| 제8회       | 7월 25일    | 4.2%           | 4.9%         | 5.8%           | 6.7%         |
| 제9회       | 7월 31일    | 5.1%           | 6.1%         | 5.5%           | 5.9%         |
| 제10회      | 8월 1일     | 4.7%           | 5.5%         | 5.0%           | 5.5%         |
| 제11회      | 8월 7일     | 5.1%           | 4.9%         | 6.3%           | 6.7%         |
| 제12회      | 8월 8일     | 4.7%           | 5.4%         | 6.5%           | 6.8%         |
| 제13회      | 8월 14일    | 4.9%           | 5.8%         | 6.4%           | 6.8%         |
| 제14회      | 8월 15일    | 4.1%           | 4.4%         | 4.6%           | 4.9%         |
| 제15회      | 8월 21일    | 4.4%           | 4.7%         | 5.7%           | 6.7%         |
| 제16회      | 8월 22일    | 3.9%           | 4.7%         | 4.5%           | 4.7%         |
| 제17회      | 8월 28일    | 3.3%           | 3.4%         | 5.0%           | 5.9%         |
| 제18회      | 8월 29일    | 4.0%           | 4.1%         | 5.4%           | 6.0%         |
| 제19회      | 9월 4일     | 3.0%           | 3.6%         | 5.0%           | 5.6%         |
| 제20회      | 9월 5일     | 3.2%           | 3.6%         | 5.3%           | 5.6%         |
| 평균 시청률 | 평균 시청률 | 4.4%           | 4.9%         | 5.5%           | 6.0%         |

## 경쟁작
- 너의 목소리가 들려 (2013년 드라마)|너의 목소리가 들려 (SBS, 2013년 6월 5일 ~ 2013년 8월 1일)
- 여왕의 교실 (MBC, 2013년 6월 12일 ~ 2013년 8월 1일)
- 투윅스 (MBC, 2013년 8월 7일 ~ 2013년 9월 26일)
- 주군의 태양 (SBS, 2013년 8월 7일 ~ 2013년 10월 3일)